# Paris Béguin
Pour plus de détails, voir Fiche technique et Distribution.
Paris Béguin est un film français réalisé par Augusto Genina, sorti en 1931.

## Synopsis
Jane Diamand, (Jane Marnac) grande vedette du music-hall rentre chez elle, après avoir refusé d'interpréter un sketch. Elle y surprend Bob (Jean Gabin), un cambrioleur qui en veut à ses bijoux. Après avoir passé la nuit avec lui, elle s'aperçoit qu'elle est en train de vivre la scène qu'elle avait refusé de jouer.
Bob est arrêté le lendemain pour un meurtre qu'il n'a pas commis. Jane fournit à son nouvel amant son alibi, déchaînant la jalousie de Gaby, une femme éprise depuis longtemps de Bob, qui fera tuer Bob par Ficelle (Fernandel) et Dédé, les vrais coupables du crime.

## Fiche technique
- Réalisation : Augusto Genina, assisté de Pierre Danis
- Scénario, Adaptation, Dialogue : Francis Carco
- Décors : Serge Piménoff
- Costumes : Bénédicte Rasimi (au générique : Madame B. Rasimi)
- Directeur de la photographie : Friedl Behn-Grund, assisté de Louis Née (cameraman) et Paul Briquet (assistant opérateur)
- Son : Robert Teisseire
- Montage : Germain Fried
- Musique : Maurice Yvain
- Lyrics : Francis Carco, Serge Veber
- Chansons : "C'est pour toi que j'ai le béguin", "Paris Béguin" et "L'amour frivole", interprétées par Jane Marnac
- Collaboration artistique : André Bay (pour le music-hall)
- Orchestre sous la direction de M. Gabriel Diot du théâtre Mogador
- Coordinateurs des effets spéciaux : Paul Minine et Nicolas Wilcké (non crédités)
- Administrateur de production: Pierre Geoffroy
- Producteur : Adolphe Osso
- Directeur de production : Maurice Orienter
- Société de production : Les Films Osso
- Société de distribution : Les Films Osso
- Tournage : de mai à juillet 1931
- Pays :  France
- Format : Noir et blanc - Son mono - 1,37:1
- Genre : Drame
- Durée : 117 min (durée copie TV : 87 min ; durée copie Cinémathèque française : 94 min)
- Première présentation :
  - France : 9 octobre 1931

## Distribution
- Jean Gabin : Marcel Gignard dit Bob, le cambrioleur
- Jane Marnac : Jane Diamand, la vedette de music-hall
- Fernandel : Ficelle, un petit truand, le second complice de Bob
- Rachel Berendt : Gaby, la femme du milieu amoureuse sans retour de Bob
- Violaine Barry : Simone, la femme de chambre de Jane Diamand
- Jean-Max : Dédé, un truand, le premier complice de Bob
- Charles Lamy : l'auteur de la revue
- Saturnin Fabre : le duc Hector de Berneville, le protecteur de Jane Diamand
- Pierre Finaly : le producteur de la revue
- Pierre Meyer : "Beausourire", la vedette masculine de la revue
- Alex Bernard : le régisseur du théâtre
- Jacques Maury : le commissaire
- Marcel Delaître : un inspecteur
- Jean-Marie de L'Isle : un inspecteur
- Léo Courtois : un inspecteur
- Pierre Ferval : un assistant de l'auteur
- Pitouto : un autre assistant de l'auteur
- Gabriel Diot : le chef d'orchestre
- Fernand Trignol : un truand
- Taki Galano
- Et la troupe du Théâtre Mogador

## À noter
- Ce film fut pour Pierre Meyer sa seule apparition sur un écran.
- Taki Galano à part ce film tourna en Grèce en 1952 O Vaftistikos de Maria Plyta.
- Le film est ressorti le 19 décembre 1979 en France[1].